# 欅通りの人びと
『欅通りの人びと』（けやきとおりのひとびと）はNHKの「ドラマ新銀河」で1994年1月4日から2月3日まで放送されたテレビドラマ。全19回。

## 概要
放送ライブラリーでは第1回が公開。

## キャスト
上原真美
演 - 山本陽子
喫茶店「ロンド」の店主。
夫とは離婚している。
岩崎ルミ
演 - 藤谷美紀
「ロンド」のウエイトレス。
キヨシと同棲している。
石山賢
演 - 柴俊夫
「ロンド」の常連客。
香川信也
演 - 中条静夫
増田キヨシ
演 - 宮下直紀
養護施設出身で、印刷工場で働いている。
ルミと同棲している。
村山義治
演 - 深水三章
管理人
演 - 山本晋也
野島芳子
演 - 久我美子
小田正信
演 - 今福将雄
「小田自転車店」を営んでいる。
その他
演 - 団しん也

## スタッフ
- 原作 - 内海隆一郎[1][2]
- 脚本 - 重森孝子[1][2]
- 音楽 - 池辺晋一郎[1][2]（東京コンサーツ）
- 撮影協力 - 東京都清瀬市
- 撮影 - 安田煕男[2]
- 美術 - 足立正美[2]
- 脚本 - 重森孝子[2]
- 制作統括 - 八木雅次[2]
- 演出 - 宮沢俊樹[1][2]、永野昭[1]
- 制作 - NHK